# 우테나주

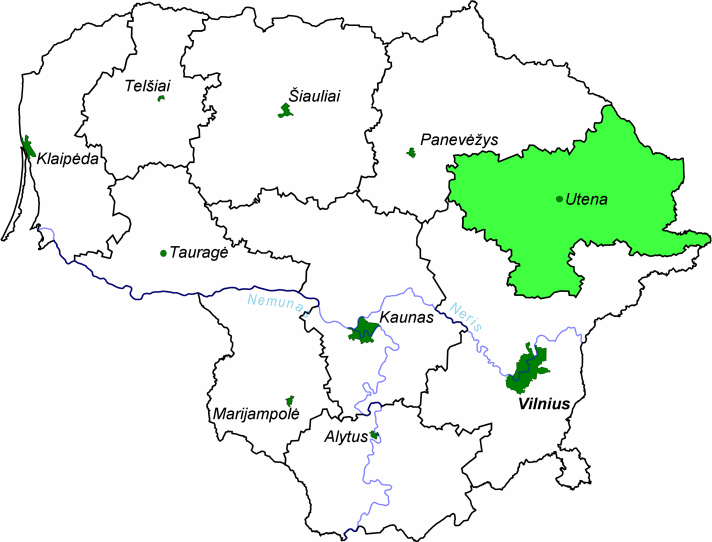
우테나 주의 위치

우테나주(리투아니아어: Utenos apskritis)는 리투아니아 북동부에 위치한 주로 주도는 우테나이며 면적은 7,201km2, 인구는 172,580명(2008년 기준), 인구 밀도는 24명/km2, ISO 3166-2 코드는 LT-UT이다. 6개 지방 자치체(아닉슈차이구, 이그날리나구, 몰레타이구, 우테나구, 비사기나스시, 자라사이구)를 관할한다.

주기
주 문장